# Astetholea denticollis
Astetholea denticollis là một loài bọ cánh cứng trong họ Cerambycidae.